# 西區 (橫濱市)
西區（日语：／ Nishi ku */?）是日本神奈川縣橫濱市18區中的其中之一，1944年4月1日從中區分割設立。橫濱的交通樞紐橫濱車站位於此區。

## 概要
西區位於橫濱市的東側，從中區分離當時，由於位在中區的西側，因此命名為「西區」。
臨海的港未來21地區因為填海造陸，面積逐漸擴大，但西區仍是橫濱市18區中最小，人口也是最少的。不過人口密度僅次於南區，為橫濱市第二高。西區市中心到臨海側為商業地區，其他地域為住宅區。
橫濱站連結周邊各商場，成為為市內最大的繁華街。西口有許多的飲食店，橫濱站到港未來21一帶則有許多大型購物中心、百貨公司、高層辦公大樓，與關內所在的中區同為橫濱市中心區部。

## 地理
- 河川: 帷子川、新田間川、石崎川

## 主要公共設施
- 橫濱中央郵局
- 橫濱市中央圖書館
- 神奈川縣立圖書館
- 橫濱市青少年圖書館
- 橫濱市西公會堂
- 神奈川縣立青少年中心
- 橫濱市西運動中心
- 橫濱市水道局
- 久保山齋場（東京裁判處刑者火葬地）

## 教育

### 大學
- 橫濱國立大學 港未來校區
- 八洲學園大學
- 國連大學高等研究所

### 高等學校
- 神奈川縣立橫濱平沼高等學校
- 澀谷高等學院 橫濱校
- 八洲學園高等學校 橫濱校
- 鹿島學園高等學校 橫濱校區
- 克拉克紀念國際高等學校 橫濱校區
- 屋久島大空高等學校 橫濱校區

### 中學校
- 橫濱市立老松中學校
- 橫濱市立岡野中學校
- 橫濱市立輕井澤中學校
- 橫濱市立西中學校

### 小學校
- 橫濱市立東小學校
- 橫濱市立一本松小學校
- 橫濱市立稻荷台小學校
- 橫濱市立淺間台小學校
- 橫濱市立戶部小學校
- 橫濱市立西前小學校
- 橫濱市立平沼小學校
- 橫濱市立宮谷小學校

## 交通

### 鐵路
東日本旅客鐵道
- 東海道線、上野東京線：橫濱站
- 橫須賀線：橫濱站
- 湘南新宿線：橫濱站
- 京濱東北線·根岸線：橫濱站
- 橫濱線：橫濱站

東急電鐵
- 東橫線：橫濱站

橫濱高速鐵道
- 港未來線：橫濱站 - 新高島站 - 港未來站

京濱急行電鐵
- 本線：橫濱站 - 戶部站

相模鐵道
- 本線：橫濱站 - 平沼橋站 - 西橫濱站

橫濱市交通局（橫濱市營地下鐵）
- 藍線：橫濱站 - 高島町站

### 公車
- 橫濱市交通局
- 神奈川中央交通
- 相鐵巴士
- 江之電巴士
- 京濱急行巴士

### 道路
高速公路
- 首都高速神奈川1號橫羽線 橫濱站東口出入口 - 港未來出入口
- 首都高速神奈川2號三澤線 橫濱站西口出入口

國道
- 國道1號
- 國道16號

縣道
- 神奈川縣道13號橫濱生田線

市道
- 橫濱市主要地方道80號橫濱站根岸線
- 橫濱市主要地方道81號藤棚伊勢佐木線
- 橫濱市主要地方道83號青木淺間線（橫濱市道環狀1號線）

## 名所、觀光景點、祭典

### 名所、公園
- 野毛山動物園
- 橫濱港未來21
  - 橫濱地標大廈、臨港公園、日本丸紀念公園・高島水際線公園

### 文化設施
- 橫濱美術館

- 三菱港未來技術館
- 橫濱港博物館
- PACIFICO橫濱會展中心
- 橫濱能樂堂
- 橫濱旅遊觀光會議事務局

### 祭典
- 橫濱開港祭（臨港公園・6月）
- 橫濱嘉年華（橫濱站周邊・8月）

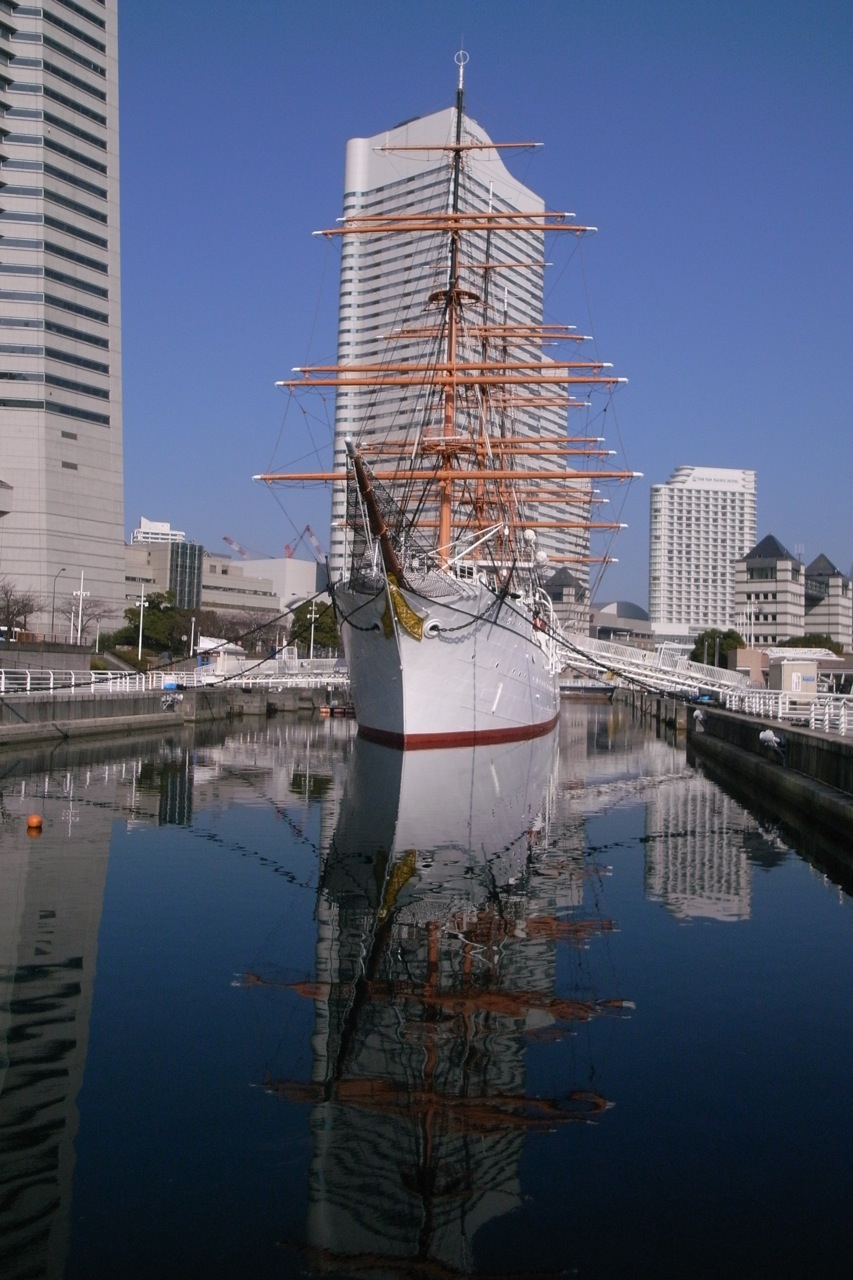
日本丸紀念公園中的第一代日本丸
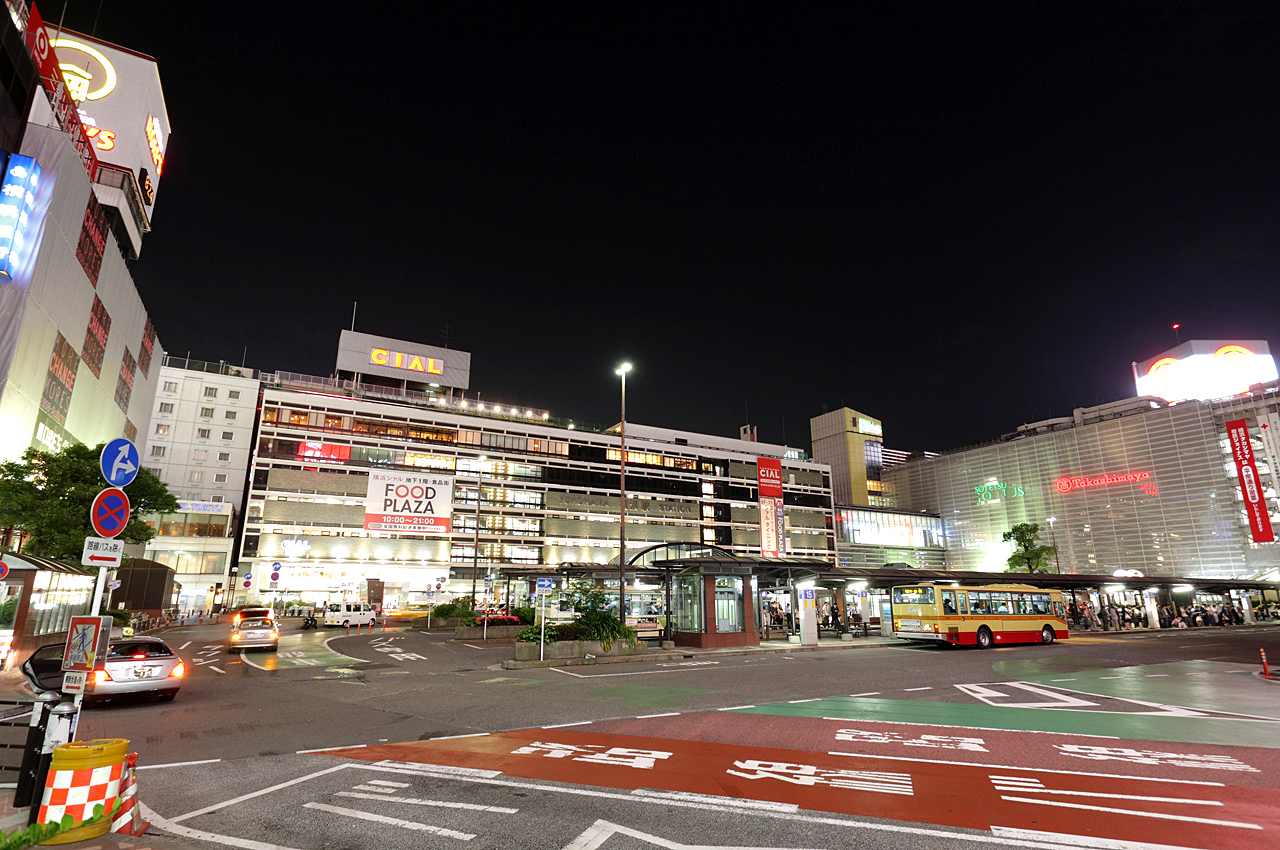
橫濱站西口
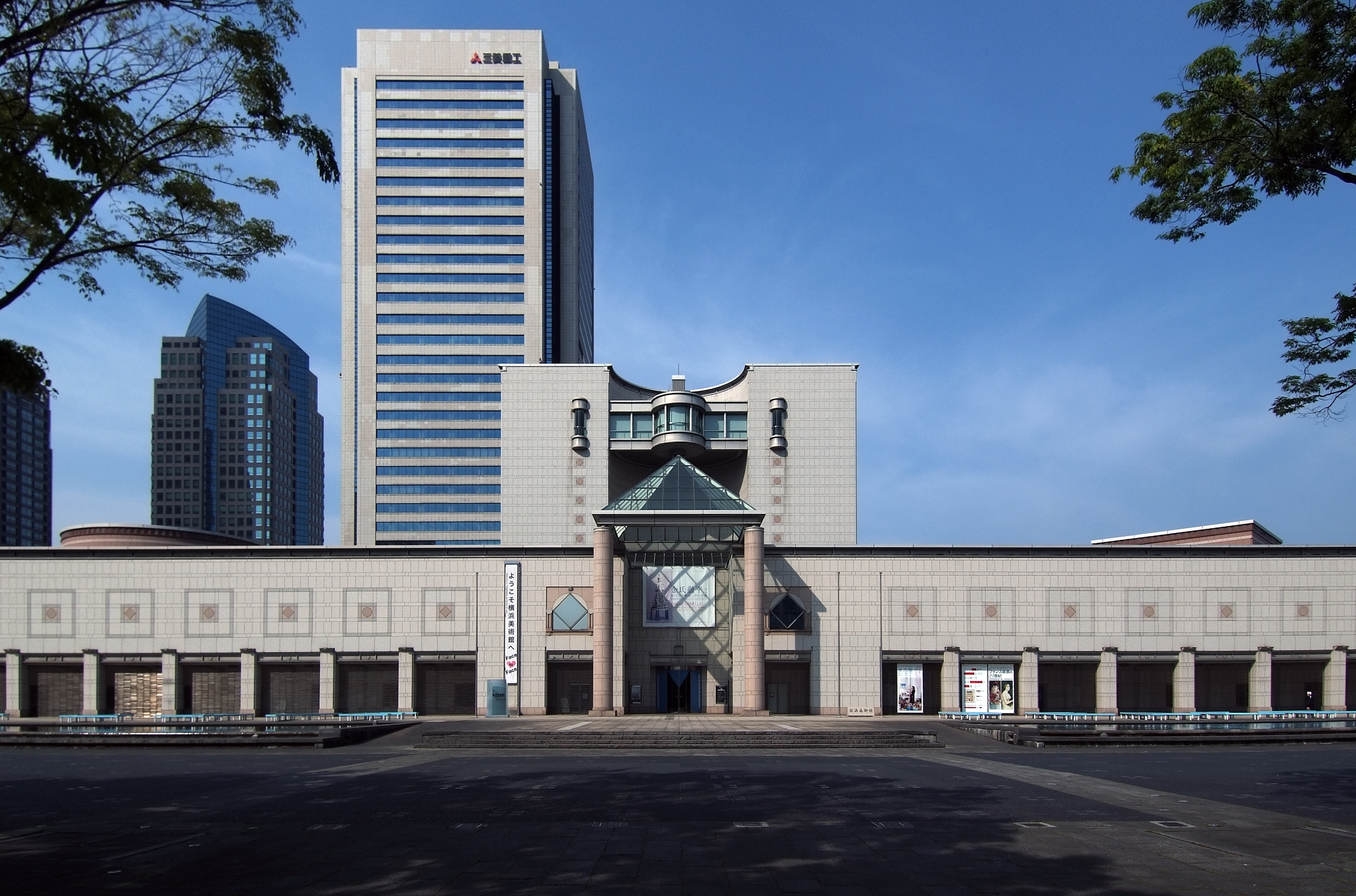
橫濱美術館

## 知名出身人物
- 黒澤年雄（演員）
- 田上等　(政治活動家)
- 三井弘次（演員）
- 高樹千佳子（藝人）
- 都千代（世界第一長壽）

## 外部連結
- OpenStreetMap上有關西區 (橫濱市)的地理
- （日語） 官方网站